# Valea Coșuștei, Mehedinți
Valea Coșuștei este un sat în comuna Căzănești din județul Mehedinți, Oltenia, România.

## Vezi și
- Biserica de lemn din Valea Coșuștei